# Tomáš Dvořák (historik)
Tomáš Dvořák (* 4. května 1973, Ostrov) je český historik.

## Životopis
Tomáš Dvořák vystudoval historii a religionistiku na Filozofické fakultě Masarykovu univerzity v Brně. Poté zde studoval ještě doktorské studium historie se zaměřením na české dějiny (Ph.D., 2005).
Od roku 2003 pracuje v Historickém ústavu Filozofické fakulty Masarykovy univerzity v Brně. Zabývá se především vnitřní nucenou migrací v Československu a ve střední Evropě po roce 1945.

## Dílo
- Vnitřní odsun 1947-1953: závěrečná fáze "očisty pohraničí" v politických a společenských souvislostech poválečného Československa. 2., upr. vyd. Brno: Matice moravská, 2013. 469 s. Knižnice Matice moravské; sv. 38. ISBN 978-80-87709-07-8.